# Гај Атилије Регул Серан
Гај Атилије Регул (средина 3. века п. н. е.) био је римски политичар и војсковођа, учесник Првог пунског рата и конзул 257. и 250. године п. н. е.

## Биографија
Регул је потицао од Атилија - плебејске породице чији су се чланови већ етаблирали као део римске политичке елите, тако да су и његов деда, отац и старији брат били конзули. Гај је за конзула први пут изабран 257. године п. н. е. те је заједно с патрицијем Гнејем Корнелијем Бласионом водио операције против Картагињана на Сицилији. Том пригодом је водио поморске експедиције приликом којих су освојена и опустошена Липарска острва и Мелита. Такође је командовао флотом која је поразила Картагињане у у бици код Тиндариса. За то је награђен тријумфом.
Гај је следећи пут за конзула изабран 250. године п. н. е. заједно с патрицијем Луцијем Манлијем Вулсом. Пре тога је проконзул Метел извојевао велику победу над Картагињанима код Панорма, па је Гај покренуо поход с четири легије и 200 бродова чија је сврха била окончати рат. Покушај да освоји Лилибеј, међутим, није успео.